# Cojoba graciliflora
Cojoba graciliflora är en ärtväxtart som först beskrevs av Sidney Fay Blake, och fick sitt nu gällande namn av Nathaniel Lord Britton och Joseph Nelson Rose. Cojoba graciliflora ingår i släktet Cojoba, och familjen ärtväxter. Inga underarter finns listade i Catalogue of Life.